# Hesydrimorpha
Hesydrimorpha is een monotypisch geslacht van spinnen uit de  familie van de kraamwebspinnen (Pisauridae).

## Soort
- Hesydrimorpha gracilipes Strand, 1911